# Davide Viganò
Davide Viganò (Carate Brianza, 12 giugno 1984) è un ciclista su strada e pistard italiano, professionista dal 2005 al 2016.

## Carriera
Davide Viganò inizia la propria carriera da professionista nel 2005, quando viene ingaggiato dal Team Androni Giocattoli-3C Casalinghi Jet; passa poi, al termine del mese di luglio dello stesso anno, al ProTeam belga Quick Step. Nel 2007 ottiene il suo più importante piazzamento, un terzo posto alla Veenendaal-Veenendaal.
Nel 2009 decide di cambiare squadra, e si accasa alla Fuji-Servetto, con la quale corre il Giro d'Italia 2009, riuscendo ad ottenere un quarto posto nella tappa di Chiavenna. Nel 2010 corre per il Team Sky, l'anno dopo indossa la casacca del neonato Team Leopard-Trek (conclude secondo in una tappa del Tour de Romandie) mentre per il 2012 è alla Lampre-ISD.
Nel novembre 2012 a Montichiari vince, guidato da Cordiano Dagnoni, il campionato europeo di derny su pista. L'anno dopo partecipa anche ai campionati del mondo su pista di Minsk, gareggiando nello scratch. Nel 2015 con il Team Idea arriva terzo al Trofeo Matteotti, il 14 giugno 2015 si aggiudica il Giro di Slovacchia, in cui conquista anche la vittoria della terza tappa.
Per la corrente stagione 2018 è tesserato con il Cycling Team Friuli, unica squadra italiana Elite e Under 23 con licenza UCI track. Il debutto su strada avviene in Colombia alla Oro y Paz con la maglia della rappresentativa italiana dove coglie, nelle prime tre tappe, un ottavo, un sesto ed un quarto posto. 

## Palmarès

### Strada
- 2014

2ª tappa Volta a Portugal (Gondomar > Braga)
- 2015

3ª tappa Okolo Slovenska (Poprad > Žiar nad Hronom)
Classifica generale Okolo Slovenska

#### Altri successi
- 2007

1ª tappa Tour of Qatar (cronosquadre)
- 2011

1ª tappa Vuelta a España (cronosquadre)
- 2014

Classifica a punti Volta a Portugal

### Pista
- 2012

Campionati europei di derny (guidato da Cordiano Dagnoni)

## Piazzamenti

### Grandi Giri
- Giro d'Italia

2009: 156º
2011: non partito (5ª tappa)
- Tour de France

2012: ritirato
- Vuelta a España

2006: 117º
2007: 130º
2008: 93º
2009: ritirato (13ª tappa)
2011: 142º
2012: 141º

### Classiche monumento
- Milano-Sanremo

2009: ritirato
2012: ritirato
2016: 52º
- Giro delle Fiandre

2012: ritirato
2013: ritirato
- Parigi-Roubaix

2013: ritirato
- Giro di Lombardia

2006: 94º
2007: 82º
2008: 78º

### Competizioni mondiali
- Campionati del mondo su pista

Minsk 2013 - Scratch: ritirato